# KM-MARKIT
KM-MARKIT（ケムマキ、1976年12月16日 - ）は、東京都出身の MC。

## 概要
2005年、ポニーキャニオンよりアルバム"VIVID"でメジャー・デビュー。倖田來未、久保田利伸、ZEEBRA、Full Of Harmony等の楽曲に参加する。
2006年9月、日本初のスノーボード映画「bd」に主題歌を提供。12月、2ndアルバム"MARK OUT"を発表。
作家としても活動の幅を広げ、BTS、Stray Kids、NiziU等の楽曲や歌詞の制作する。

## ディスコグラフィー

### ソロ作品
- VIVID（2005年4月）
- MARK OUT（2006年12月）（テレビ東京系「流派-R」2006年12月度オープニングテーマ/テレビ東京系 「怒りオヤジ3」 エンディング/日本海テレビ系 「プリン・ス」 エンディングテーマ "バカヤROW feat.VERBAL"収録）

### 参加楽曲
- Doytena 2000 (LIBRO feat. ARK, KEMUMAKI, DOBINSKI)
LIBRO 「胎動」 トラック7 (1998年12月25日)
- THE SHOW CASE (THREE THE HARD WAY) (LOW IQ 01 × ZEEBRA & UBG FAMILY)
オムニバス 「MAD MAXX」 トラック5 (2000年2月19日)
- BEAT BOXING (ZEEBRA featuring KM-MARKIT)
ZEEBRA 「BASED ON A TRUE STORY」 トラック5 (2000年6月14日)
- 嘘八百 (三善/善三 feat. MICADELIC,INDEMORAL, KM-MARKIT, MINE神-HOLD, BACKGAMMON, DOBINSKI)
三善/善三 「三善的大魔境」 トラック14 (2000年12月20日)
- ONEWAY (KM-MARKIT)
オムニバス 「N」 トラック8 (2001年11月20日)
- URBAN BARBARLIAN GUERRILLA (UBG)
オムニバス 「GUERRILLA GROWING PLATINUM」 トラック2 (2002年6月19日)
- CHANGE THE GAME (DJ OASIS feat. K DUB SHINE, ZEEBRA, 童子-T, UZI, JA飛龍, O.J & S.T, KM-MARKIT)
オムニバス 「Change The Game」 トラック1 (2002年12月18日)
- G.Y.M (feat. OJ & ST, KM-MARKIT, BRZ)
オムニバス 「NEW DEAL PRESENTS SHOW and PROVE」 トラック3 (2003年5月8日)
- Stop the Violence (DJ YUTAKA feat. ZEEBRA, UZI, O.J & S.T, KM-MARKIT)
DJ YUTAKA 「UNITED NATIONS III」 トラック3 (2003年9月26日)
- THE TRAINING DAY (DJ MASTERKEY feat. ZEEBRA, UZI, OJ & ST, KM-MARKIT, CHINO)
DJ MASTERKEY 「DADDY'S HOUSE VOL.3」 トラック7 (2005年1月26日)
DJ MASTERKEY 「ADVENTURE OF DADDY'S HOUSE」 ディスク1 トラック4 (2006年6月7日)
- Hot Stuff (倖田來未 feat. KM-MARKIT)
倖田來未 「Hot Stuff feat. KM-MARKIT」 トラック1 (2005年4月13日)
アルバム「secret」、オムニバスアルバム「STARZ presented by rhythm zone」にも収録
- unreliable (小柳ゆき feat. KM-MARKIT remixed by FIRSTKLAS)
オムニバス 「LOVE IS THE MESSAGE」 トラック3 (2005年5月21日)
- IT'S ALL A G[@]ME (UBG REMIX) (ZEEBRA FEAT. GOTZ, CHINO, SUMI AND KM-MARKIT)
ZEEBRA 「Street Dreams」 トラック3 (2005年6月1日)
- MUSIC TRIBE (Full Of Harmony featuring Q, KM-MARKIT)
Full Of Harmony 「DRAMA」 トラック2 (2006年1月11日)
- Taste Of Honey (ZEEBRA feat. CO-KEY & KM-MARKIT)
ZEEBRA 「The New Beginning」 トラック6 (2006年2月15日）
- 久保田利伸/ Club Happiness （Brothahood Version feat.KM-MARKIT）
久保田利伸 「FOR REAL?」トラック12（2006年3月1日）
- miray / BOX SEAT feat. KM-MARKIT
miray「miray」トラック1(2010年8月4日）

## 楽曲提供
＜w-inds.＞（作詞）
- “FLY HIGH” (2012)（「ハッピー Music」2月度OPテーマ・「ゲーマーズTV 夜遊び三姉妹」2月度EDテーマ）
- “Put your hands up !!!” (2012) （シングル”FLY HIGH”収録）
- “Superstar” (2012)（9thアルバム”MOVE LIKE THIS”収録）
- “SAY YES” (2012)（9thアルバム”MOVE LIKE THIS”収録）

＜KEITA＞（作詞）
- ”Magic feat. AKLO” (2013)（「One Tree Hill」 2ndシーズン ED）（1stアルバム”SIDE BY SIDE”収録）
- ”Turn it up” (2013)（1stアルバム”SIDE BY SIDE”収録）
- ”Hey Love” (2013)（1stアルバム”SIDE BY SIDE”収録）
- ”One More Time” (2013)（1stアルバム”SIDE BY SIDE”収録）

＜SHOW（羅志祥）＞
- ”Fantasy” (2014)（3rdシングル） /日本語詞

＜防弾少年団（BTS）＞（特記以外日本語詞作詞&ディレクション）
- ”NO MORE DREAM -Japanese Ver.-” (2014)
- ”進撃の防弾 -Japanese Ver.-” (2014)
- ”いいね! -Japanese Ver.-” (2014)
- ”BOY IN LUV -Japanese Ver.-” (2014)
- ”N.O -Japanese Ver.-” (2014)
- ”JUST ONE DAY -Japanese Ver.-” (2014)
- ”Danger -Japanese Ver.-” (2014)
- ”MISS RIGHT -Japanese Ver.-” (2014)
- ”THE STARS” (2014)
- ”JUMP -Japanese Ver.-” (2014)
- ”いいね！Pt.2～あの場所で～” (2014)
- ”WAKE UP” (2014)
- ”FOR YOU” (2015)/日本語ラップ詞作詞&ディレクション（『今夜くらべてみました』6月EDテーマ）（5thシングル）
- ”ホルモン戦争 -Japanese Ver.-” (2015)
- ”Let Me Know -Japanese Ver.”- (2015)
- ”I NEED U -Japanese Ver.-” (2015)
- ”DOPE ‐超ヤベー! -Japanese Ver.-” (2015)
- ”フンタン少年団 -Japanese Ver.-” (2015)
- ”RUN -Japanese Ver.-” (2016)
- ”Butterfly -Japanese Ver.-” (2016)
- ”Good Day” (2016)
- ”FIRE -Japanese Ver.-” (2016)
- ”SAVE ME -Japanese Ver.-” (2016)
- ”ペップセ -Japanese Ver.-” (2016)
- ”Wishing on a star” (2016)/日本語ラップ詞作詞&ディレクション
- "EPILOGUE: Young Forever -Japanese Ver.-” (2016)
- ”血、汗、涙 -Japanese Ver.-” (2017)（「ダウンタウンＤＸ」5月度EDテーマ）（8thシングル）
- ”Not Today -Japanese Ver.-” (2017)
- ”Spring Day -Japanese Ver.-” (2017)
- ”MIC Drop -Japanese Ver.-” (2017)
- ”DNA -Japanese Ver.-” (2017)
- ”Best of Me -Japanese Ver.-” (2018)
- ”Go Go -Japanese Ver.-” (2018)
- ”Fake Love -Japanese Ver.-” (2018)
- ”Airplane pt.2 -Japanese Ver.-” (2018)
- "Boy With Luv - Japanese Ver.-" (2019)
- "Idol - Japanese Ver.-" (2019)
- "Make It Right - Japanese Ver.-" (2020)
- "Dionysus - Japanese Ver.-" (2020)
- "Black Swan - Japanese Ver.-" (2020)
- "ON - Japanese Ver.-" (2020)
- "Stay Gold" (2020) /共作詞&ディレクション

<SWAY>
- “NAKED” (2018) /作詞・作曲&ディレクション

＜Lead＞
- “Shampoo Bubble” (2017) /共作詞&ディレクション
- “Drop in the Box” (2019) /作曲&ディレクション

<SAMUEL>
・”SIXTEEN -Japanese Ver.-” (2018) /日本語詞作詞＆ディレクション
・”Candy -Japanese Ver.-” (2018) /日本語詞作詞＆ディレクション
<Girls2>
・”GIVE ME ♡” (2019) /作詞・作曲
<STRAY KIDS>
- 日本語詞&ディレクション
  - ”My Pace -Japanese Ver.-” (2020)
  - ”Double Knot -Japanese Ver.-” (2020)
  - ”Levanter -Japanese Ver.-” (2020)
  - ”TOP -Japanese Ver.-” (2020)
  - ”SLUMP -Japanese Ver.-” (2020)
  - ”神メニュー -Japanese Ver.-” (2020)
  - ”Back Door -Japanese Ver.-” (2020)
  - ”ソリクン -Japanese Ver.-” (2021)
- 共作詞&ディレクション
  - ”ALL IN” (2020)
  - ”One Day” (2020)
  - ”FAM” (2020)
  - ”Scars” (2021)
  - ”CALL” (2021)

＜NiziU＞
- ”Boom Boom Boom” (2020) /作詞・作曲&ディレクション

＜2PM＞
- ”Make It -Japanese Ver.-” (2021) /日本語詞作詞&ディレクション

＜GENERATIONS＞
- “Make Me Better” (2021) /作詞&ディレクション

＜PKCZ＞
- “Glamorous” (2021) /共作詞&ディレクション;